# Кооператив
Кооперати́в — юридична особа, утворена фізичними та/або юридичними особами, які добровільно об'єдналися на основі членства для ведення спільної господарської та іншої діяльності з метою задоволення своїх економічних, соціальних та інших потреб на засадах самоврядування.

## Види кооперативів
Правові, організаційні, економічні та соціальні основи функціонування кооперації в Україні визначає Закон України «Про кооперацію».
Відповідно до завдань та характеру діяльності, кооперативи поділяються на такі типи: виробничий, споживчий, обслуговуючий.
- Виробничий кооператив — кооператив, який утворюється шляхом об'єднання фізичних осіб для спільної виробничої або іншої господарської діяльності на засадах їх обов'язкової трудової участі з метою одержання прибутку.
- Обслуговуючий кооператив — кооператив, який утворюється шляхом об'єднання фізичних та/або юридичних осіб для надання послуг переважно членам кооперативу, а також іншим особам з метою провадження їх господарської діяльності. Обслуговуючі кооперативи надають послуги іншим особам в обсягах, що не перевищують 20 відсотків загального обороту кооперативу.
- Споживчий кооператив (споживче товариство) — кооператив, який утворюється шляхом об'єднання фізичних та/або юридичних осіб для організації торговельного обслуговування, заготівель сільськогосподарської продукції, сировини, виробництва продукції та надання інших послуг з метою задоволення споживчих потреб його членів.

За напрямами діяльності кооперативи можуть бути сільськогосподарськими, житлово-будівельними, садово-городніми, гаражними, торговельно-закупівельними, транспортними, освітніми, туристичними, медичними тощо.
- Сільськогосподарський кооператив — добровільне об'єднання фізичних і юридичних осіб в іншу юридичну особу на засадах членства, об'єднання пайових внесків, участі у спільній сільськогосподарській виробничій діяльності та обслуговуванні переважно членів кооперативу.
- Житлово-будівельний кооператив — добровільне об'єднання громадян для спільного будівництва та експлуатації жилого будинку.
- Гаражно-будівельний кооператив — організація, створена громадянами на добровільних засадах з метою забезпечення необхідних умов для зберігання автомобілів, а також для експлуатації і управління гаражами.

## Членство в кооперативі
Член кооперативу — фізична або юридична особа, яка зробила вступний і пайовий внески в розмірах, визначених статутом кооперативу, визнає принципи і цілі кооперативу, дотримується вимог його статуту і користується правом ухвального голосу в кооперативі.
Асоційований член кооперативу — фізична чи юридична особа, яка зробила пайовий внесок і користується правом дорадчого голосу в кооперативі.
У першу суботу липня відзначається Міжнародний день кооперативів.